# Jake Ellenberger
Jacob Steven Ellenberger (Omaha, 28 marzo 1985) è un ex lottatore di arti marziali miste statunitense.
Ha combattuto nella categoria dei pesi welter per l'organizzazione UFC.
Ha un fratello gemello, Joe Ellenberger, anch'egli lottatore professionista di arti marziali miste sotto contratto con l'UFC dal 2014.

## Carriera nelle arti marziali miste

### Inizi
Terminato il servizio di leva per il corpo dei Marines, Ellenberger inizia a combattere come professionista nel 2005 per diverse organizzazioni e tornei di minore importanza come AFC e ROF, dimostrando subito di essere di un livello superiore ai propri avversari grazie ad uno score di 12-0.
Nel 2006 passa all'IFL e in contemporanea combatte anche per la promozione Bodog, che gli permette di lottare fuori dagli Stati Uniti d'America, e per la M-1 Global, la più importante promozione europea: con queste federazioni il record personale diviene più altalenante, un 8-4 nel quale patisce le sconfitte ad opera di Jay Hieron, Derrick Noble, l'esperto di jiu jitsu brasiliano Delson Heleno e Rick Story.
Combatte una gara anche per la Bellator Fighting Championships.

### Ultimate Fighting Championship
Riesce ad entrare nella prestigiosa UFC nel 2009.
L'inizio è negativo ma non tragico, in quanto perde solamente ai punti e non in modo unanime contro il forte Carlos Condit.
Successivamente inanella una serie di risultati positivi, tra questi l'eclatante vittoria contro Jake Shields in soli 53 secondi, Shields che nell'incontro precedente aveva combattuto per il titolo dei Pesi Welter UFC contro il campione in carica Georges St-Pierre.
Pur con questi risultati Ellenberger non poté entrare subito nella bagarre per il titolo in quanto al tempo era stato deciso che fosse affare tra St-Pierre, Condit e Nick Diaz.
Nel 2012 Ellenberger dimostra ancora di valere un title shot sconfiggendo ai punti Diego Sanchez, al tempo uno dei primi 15 nella sua categoria di peso: Ellenberger controlla agevolmente l'avversario per tutto l'incontro portando buoni colpi nei primi due round, ma nel terzo rischia moltissimo subendo un feroce ground and pound.
Quell'anno combatté per un possibile posto da contendente al titolo dei pesi welter contro il thaiboxer danese Martin Kampmann, perdendo per KO nel secondo round dopo aver dominato la prima ripresa.
In ottobre si rifà vincendo ai punti una difficile sfida contro Jay Hieron, vendicando così la prima sconfitta da professionista avvenuta proprio per ano dell'ex campione IFL ed ex contendente Bellator.
Nel 2013 ottiene un'importante vittoria per mezzo di uno spettacolare KO contro l'ex campione Strikeforce ed ex contendente al titolo dei pesi medi UFC Nate Marquardt, il quale sostituiva Johny Hendricks, venendo premiato con il riconoscimento Knockout of the Night.
Lo stesso anno crolla ancora una volta in un match cruciale per ottenere una sfida per il titolo quando viene sconfitto per decisione unanime dal prodigio canadese Rory MacDonald in un incontro tattico che ha visto un Ellenberger molto timido.
Nel gennaio 2014 avrebbe dovuto lottare per la prima volta in un evento UFC fuori dal Nord America, ovvero in Singapore contro l'ex campione Strikeforce Tarec Saffiedine, ma proprio Ellenberger diede forfait per un infortunio ai muscoli ischiocrurali ed il match venne posticipato ad aprile negli Stati Uniti; successivamente fu Saffiedine ad infortunarsi e ad accettare di sostituirlo in un incontro programmato per maggio fu il contendente numero 1 dei ranking Robbie Lawler, uscito sconfitto dal match titolato in marzo contro il neocampione Johny Hendricks: Ellenberger subì i potenti colpi del rivale e venne steso da Lawler durante la terza ripresa.
A novembre dello stesso anno affrontò Kelvin Gastelum all'evento UFC 180, perdendo l'incontro per sottomissione al primo round.
Torna alla vittoria nel febbraio del 2015 con una sottomissione ai danni dell'ex contendente al titolo Josh Koscheck, ottenendo il premio Performance of the Night.
A luglio affrontò, nel match principale dell'evento finale della ventunesima stagione del reality show The Ultimate Fighter, il talentuoso Stephen Thompson venendo sconfitto al primo round per KO con un calcio girato in pieno volto.
Nel gennaio del 2016 affrontò il belga, nonché l'ex campione dei pesi welter Strikeforce, Tarec Saffiedine. Ellenberger venne sconfitto per decisione unanime.
Il 30 luglio dovette fronteggiare Matt Brown all'evento UFC 201. Dopo 3 secondi dall'inizio dell'incontro, Ellenberger colpì rapidamente Brown con un gancio destro mandandolo al tappeto; nonostante fosse visibilmente stordito Brown riuscì a riprendersi dal colpo subito. Dopo quasi due minuti Ellenberger, trovandosi alle strette a causa della forte pressione esercitata da Matt, andò a segno con un potente calcio al corpo facendo rannicchiare Brown per il forte dolore. Una volta al tappeto Jake non trovò nessuna difficoltà a chiudere l'incontro per KO tecnico. Con questa vittoria venne premiato con il riconoscimento Performance of the Night.
A dicembre affrontò Jorge Masvidal. L'esito di questo incontro fu molto controverso; infatti al quarto minuto della prima ripresa, in un tentativo di attacco Ellenberger rimase incastrato con il pollice nella rete metallica, impedendogli di rialzarsi. Nel tentativo di liberarsi, Masvidal ne approfittò per colpirlo ripetutamente al volto costringendo l'arbitro Herb Dean a contrapporsi tra i due. L'arbitro uscendo dall'ottagono informò i giudici di gara di non aver fermato l'incontro, ma di aver chiamato il time-out; nonostante ciò venne deciso di dare la vittoria a Masvidal per KO tecnico.

### Risultati nelle arti marziali miste
| Risultato | Record | Avversario           | Metodo                                    | Evento                                               | Data              | Round | Tempo | Città                       | Note                     |
| --------- | ------ | -------------------- | ----------------------------------------- | ---------------------------------------------------- | ----------------- | ----- | ----- | --------------------------- | ------------------------ |
| Sconfitta | 31-15  | Bryan Barberena      | KO Tecnico (pugni)                        | UFC Fight Night: Gaethje vs. Vick                    | 25 agosto 2018    | 1     | 2:26  | Lincoln, Stati Uniti        |                          |
| Sconfitta | 31-14  | Ben Saunders         | KO Tecnico (ginocchiata al corpo e pugni) | UFC Fight Night: Rivera vs. Moraes                   | 1 giugno 2017     | 1     | 1:56  | Utica, Stati Uniti          |                          |
| Sconfitta | 31-13  | Mike Perry           | KO (gomitata)                             | UFC Fight Night: Swanson vs. Lobov                   | 22 aprile 2017    | 2     | 1:05  | Nashville, Stati Uniti      |                          |
| Sconfitta | 31-12  | Jorge Masvidal       | KO Tecnico (pugni)                        | The Ultimate Fighter: Tournament of Champions Finale | 3 dicembre 2016   | 1     | 4:05  | Las Vegas, Stati Uniti      |                          |
| Vittoria  | 31-11  | Matt Brown           | KO Tecnico (calcio al corpo e pugni)      | UFC 201: Lawler vs. Woodley                          | 30 luglio 2016    | 1     | 1:46  | Atlanta, Stati Uniti        | Performance of the Night |
| Sconfitta | 30-11  | Tarec Saffiedine     | Decisione (unanime)                       | UFC on Fox: Johnson vs. Bader                        | 30 gennaio 2016   | 3     | 5:00  | Newark, Stati Uniti         |                          |
| Sconfitta | 30-10  | Stephen Thompson     | KO (calcio girato e pugni)                | The Ultimate Fighter 21 Finale                       | 12 luglio 2015    | 1     | 4:29  | Las Vegas, Stati Uniti      |                          |
| Vittoria  | 30-9   | Josh Koscheck        | Sottomissione (north south choke)         | UFC 184: Rousey vs. Zingano                          | 28 febbraio 2015  | 2     | 4:20  | Los Angeles, Stati Uniti    |                          |
| Sconfitta | 29-9   | Kelvin Gastelum      | Sottomissione (rear-naked choke)          | UFC 180: Werdum vs. Hunt                             | 15 novembre 2014  | 1     | 4:46  | Città del Messico, Messico  |                          |
| Sconfitta | 29-8   | Robbie Lawler        | KO Tecnico (ginocchiata e pugni)          | UFC 173: Barao vs. Dillashaw                         | 24 maggio 2014    | 3     | 3:06  | Las Vegas, Stati Uniti      |                          |
| Sconfitta | 29-7   | Rory MacDonald       | Decisione (unanime)                       | UFC on Fox: Johnson vs. Moraga                       | 27 luglio 2013    | 3     | 5:00  | Seattle, Stati Uniti        |                          |
| Vittoria  | 29-6   | Nate Marquardt       | KO (pugno)                                | UFC 158: St-Pierre vs. Diaz                          | 16 marzo 2013     | 1     | 3:00  | Montréal, Canada            |                          |
| Vittoria  | 28-6   | Jay Hieron           | Decisione (unanime)                       | UFC on FX: Browne vs. Bigfoot                        | 5 ottobre 2012    | 3     | 5:00  | Minneapolis, Stati Uniti    |                          |
| Sconfitta | 27-6   | Martin Kampmann      | KO (ginocchiata)                          | The Ultimate Fighter: Live Finale                    | 1º giugno 2012    | 2     | 1:40  | Las Vegas, Stati Uniti      |                          |
| Vittoria  | 27-5   | Diego Sanchez        | Decisione (unanime)                       | UFC on Fuel TV: Sanchez vs. Ellenberger              | 15 febbraio 2012  | 3     | 5:00  | Omaha, Stati Uniti          |                          |
| Vittoria  | 26–5   | Jake Shields         | KO Tecnico (ginocchiata e pugni)          | UFC Fight Night: Shields vs. Ellenberger             | 17 settembre 2011 | 1     | 0:53  | New Orleans, Stati Uniti    |                          |
| Vittoria  | 25–5   | Sean Pierson         | KO (pugni)                                | UFC 129: St-Pierre vs. Shields                       | 30 aprile 2011    | 1     | 2:42  | Toronto, Canada             |                          |
| Vittoria  | 24–5   | Carlos Eduardo Rocha | Decisione (non unanime)                   | UFC 126: Silva vs. Belfort                           | 5 febbraio 2011   | 3     | 5:00  | Las Vegas, Stati Uniti      |                          |
| Vittoria  | 23–5   | John Howard          | KO Tecnico (stop medico)                  | UFC Live: Jones vs. Matyushenko                      | 1º agosto 2010    | 3     | 2:21  | San Diego, Stati Uniti      |                          |
| Vittoria  | 22–5   | Mike Pyle            | KO Tecnico (pugni)                        | UFC 108: Evans vs. Silva                             | 2 gennaio 2010    | 2     | 0:22  | Las Vegas, Stati Uniti      |                          |
| Sconfitta | 21–5   | Carlos Condit        | Decisione (non unanime)                   | UFC Fight Night: Diaz vs. Guillard                   | 16 settembre 2009 | 3     | 5:00  | Oklahoma City, Stati Uniti  | Debutto in UFC           |
| Vittoria  | 21–4   | Marcelo Alfaya       | KO (pugno)                                | Bellator XI                                          | 12 giugno 2009    | 1     | 0:42  | Uncasville, Stati Uniti     |                          |
| Vittoria  | 20–4   | Brendan Seguin       | Decisione (unanime)                       | VFC 27: Mayhem                                       | 1º maggio 2009    | 3     | 5:00  | Council Bluffs, Stati Uniti |                          |
| Vittoria  | 19–4   | Doo Won Seo          | KO Tecnico (stop medico)                  | M-1 Challenge 6: Korea                               | 29 agosto 2008    | 2     | 3:04  | Seul, Corea del Sud         |                          |
| Vittoria  | 18–4   | Farouk Lakebir       | Decisione (maggioranza)                   | M-1 Challenge 5: Japan                               | 17 luglio 2008    | 2     | 5:00  | Tokyo, Giappone             |                          |
| Sconfitta | 17–4   | Rick Story           | Decisione (unanime)                       | SF 23: Heated Rivals                                 | 20 giugno 2008    | 3     | 5:00  | Portland, Stati Uniti       |                          |
| Vittoria  | 17–3   | Pat Healy            | Decisione (unanime)                       | IFL: Las Vegas                                       | 29 febbraio 2008  | 3     | 4:00  | Las Vegas, Stati Uniti      |                          |
| Vittoria  | 16–3   | José Landi-Jons      | KO (pugno)                                | EFC 5: Revolution                                    | 3 novembre 2007   | 1     | 0:09  | Prince George, Canada       |                          |
| Sconfitta | 15–3   | Delson Heleno        | Sottomissione (armbar)                    | IFL: 2007 Team Championship Final                    | 20 settembre 2007 | 2     | 3:45  | Hollywood, Stati Uniti      |                          |
| Vittoria  | 15–2   | Zach Light           | KO Tecnico (pugni)                        | Bodog Fight: Costa Rica Combat                       | 16 febbraio 2007  | 1     | 3:51  | Costa Rica                  |                          |
| Vittoria  | 14–2   | Ben Uker             | KO Tecnico (pugni)                        | IFL: Championship Final                              | 29 dicembre 2006  | 2     | 1:44  | Uncasville, Stati Uniti     |                          |
| Sconfitta | 13–2   | Derrick Noble        | Decisione (unanime)                       | Bodog Fight: Clash of the Nations                    | 16 dicembre 2006  | 3     | 5:00  | San Pietroburgo, Russia     |                          |
| Vittoria  | 13–1   | Ryan Stout           | KO Tecnico (pugni)                        | IFC: Rumble on the River 2                           | 10 novembre 2006  | 2     | 4:06  | Kearney, Stati Uniti        |                          |
| Sconfitta | 12–1   | Jay Hieron           | Decisione (unanime)                       | IFL: Championship 2006                               | 3 giugno 2006     | 3     | 4:00  | Atlantic City, Stati Uniti  |                          |
| Vittoria  | 12–0   | Gil Castillo         | KO Tecnico (pugni)                        | IFC: Caged Combat                                    | 1º aprile 2006    | 1     | 1:30  | Sacramento, Stati Uniti     |                          |
| Vittoria  | 11–0   | Kenneth Allen        | Sottomissione (armbar)                    | IFC: Rumble on the River                             | 11 marzo 2006     | 1     | -     | Kearney, Stati Uniti        |                          |
| Vittoria  | 10–0   | Mark Bear            | KO Tecnico (ferita)                       | VFC 12: Warpath                                      | 25 febbraio 2006  | 2     | -     | Council Bluffs, Stati Uniti |                          |
| Vittoria  | 9–0    | Laverne Clark        | Sottomissione (triangolo)                 | KOTC 64: Raging Bull                                 | 16 dicembre 2005  | 2     | 3:06  | Cleveland, Stati Uniti      |                          |
| Vittoria  | 8–0    | Sean Huffman         | Sottomissione (pugni)                     | VFC 11: Demolition                                   | 3 dicembre 2005   | 3     | 0:22  | Council Bluffs, Stati Uniti |                          |
| Vittoria  | 7–0    | Brian Daley          | KO Tecnico (pugni)                        | AFC 4: New Hitter                                    | 18 novembre 2005  | 1     | 1:31  | Omaha, Stati Uniti          |                          |
| Vittoria  | 6–0    | Evan Boemer          | KO (pugni)                                | Extreme Challenge 65                                 | 21 ottobre 2005   | 1     | 0:48  | Medina, Stati Uniti         |                          |
| Vittoria  | 5–0    | Brent Shepard        | KO (pugno)                                | All Fighting Championships 3                         | 24 settembre 2005 | 1     | -     | Omaha, Stati Uniti          |                          |
| Vittoria  | 4–0    | Deryck Ripley        | Sottomissione (pugni)                     | VFC 10: Championship X                               | 6 agosto 2005     | 1     | 1:41  | Council Bluffs, Stati Uniti |                          |
| Vittoria  | 3–0    | Brad Fox             | KO Tecnico (pugni)                        | ROF 17: Unstoppable                                  | 18 giugno 2005    | 2     | 2:15  | Castle Rock, Stati Uniti    |                          |
| Vittoria  | 2–0    | Cory Simpson         | Sottomissione (strangolamento)            | XKK: Des Moines                                      | 20 maggio 2005    | 3     | -     | Des Moines, Stati Uniti     |                          |
| Vittoria  | 1–0    | Cameron Wells        | KO Tecnico (pugni)                        | AFC 1: Takedown                                      | 9 aprile 2005     | 1     | -     | Omaha, Stati Uniti          |                          |